# 霍斌仁
霍斌仁 （Brian Fok Bun Yan，1994年3月8日—），生於尼日利亞卡杜納，港尼混血兒，香港足球運動員，司職中堅，2016年8月28日外借到阿塞拜彊超聯球會阿沙爾，並在9月9日對卡拉巴克的聯賽於57分鐘後備入替，成為首名在阿塞拜彊超聯亮相兼第四名登陸歐洲球壇的香港球員。 2018年初外借到南美烏拉圭乙組聯賽球會拿斯派達斯青年，成為首名參加南美職業聯賽的香港球員。 2018年8月轉會至葡萄牙甲级联赛球會维塞乌。現時效力於香港甲組聯賽球會愉園。

## 早年生活
霍斌仁生於尼日利亞卡杜納，父親是香港人，母親為尼日利亞人，於5歲起開始在當地的足球學院接受訓練，至11歲的時隨家人離開家鄉到香港定居，而他在就讀官立嘉道理爵士中學期間曾經連續四屆奪得香港学界体育联会200米短跑冠軍，身體素質在同年齡階段的香港球員中可謂是個中翹楚。

## 球員生涯

### 標準流浪
在2011/12球季，霍斌仁加盟甲組球會標準流浪，並在2012年2月5日對和富大埔的聯賽，以後備身份在90分鐘入替山本朝陽，錄得職業生涯的處子戰，結果協助流浪以4–1勝出，隨後他再在對傑志的最後一場聯賽，獲得正選機會，並且參與全場，結果流浪以1–4落敗。在職業生涯首季，霍斌仁在各項賽事上陣場3後，協助標準流浪在18場的聯賽中，錄得6勝4和8負的成績以第7名完結球季。直到球季完結後，霍斌仁在夏天遠赴英國布魯克足球學院接受為期一年的訓練，並在2013年6月轉往培訓職業球員及以地獄式體能訓練聞名的占美羅倫斯足球學院。

### 上海申花

#### 卡基斯
2013年12月，霍斌仁再獲中超球會上海申花邀請試腳，隨申花前往西班牙集訓，並在首場對西乙球會艾高干的熱身賽中以頭鎚頂進全場唯一進球，結果他在2014年2月28日以內援身份與上海申花簽約3年，然而他首個賽季只能在預備組獲得出場機會，並在對北京國安的預備組賽事後備入替首度上陣。在2014年底，霍斌仁獲申花安排與全體預備組球員及教練團到西班牙，以卡基斯名義參加華倫西亞區二級聯賽，並獲6場上陣機會。

#### 貝真尼
2016年2月25日，霍斌仁外借至羅馬尼亞乙組聯賽球會貝真尼一年，成為繼張子岱和歐陽耀冲及威廉臣後第四名登陸歐洲球壇的香港球員， 然而，他在申請工作簽證時遇到種種阻滯導致他無法註冊上陣，由於東歐政府低效的運作其工作簽證，直至球季結束時仍未能批出。球季結束後，貝真尼都因財務問題而遣散所有球員，結果他為獲得出場機會，在歐洲轉會窗時前往阿塞拜彊超聯球會阿沙爾試腳。

#### 阿沙爾
2016年8月28日，霍斌仁外借到阿塞拜彊超聯球會阿沙爾，成為首名參加當地職業聯賽的香港球員，加盟後，他在9月9日對衛冕冠軍卡拉巴克的聯賽於57分鐘後備入替，成為首名在阿塞拜彊超聯亮相的香港球員，結果阿沙爾以0–6落敗。9月19日，對卡巴拉的聯賽，霍斌仁在落後3球時於71分鐘後備替補，結果阿沙爾再以0–3落敗。11月6日，對卡巴拉的聯賽，霍斌仁首度正選登場兼踢足全場，最終協助阿沙爾以0–0守和對手。11月20日，作客勁旅國際巴庫的聯賽再度獲正選機會，可是他在23分鐘於禁區內侵犯敵隊球員，被球證直指十二碼兼獲黃牌警告，再在68分鐘因兩黃一紅被球證驅逐離場，結果阿沙爾以0–3落敗。霍斌仁果他在聯賽上陣4場後，在2017年2月回歸申花。

#### 拿斯派達斯青年
回歸申花後，霍斌仁只以預備組球員的身份註冊，直到2018年2月21日再獲外借到烏拉圭乙組聯賽球會拿斯派達斯青年，成為首名參加當地職業聯賽的香港球員。

### 维塞乌
2018年8月13日，霍斌仁外借至葡萄牙甲级联赛球會维塞乌。

### 傑志
2019年7月15日，霍斌仁加盟香港超級聯賽球會傑志。
2019年11月10日，高級組銀牌8強，傑志以1：5慘負理文的比賽，霍斌仁首為球隊上陣。

### 港會
在2021/22球季，霍斌仁加盟香港超級聯賽球會港會。

### 愉園
在2022/23球季，霍斌仁加盟香港甲組聯賽球會愉園。在2023年5月15日因爲疑似捲入打假波以及非法外圍賭博事件，而被廉政公署拘捕。

## 外部連結
- Brian Fok （页面存档备份，存于）
- Brian Fok （页面存档备份，存于）